# 29467 Шаньдундасюе
29467 Шаньдундасюе (29467 Shandongdaxue) — астероїд головного поясу, відкритий 15 жовтня 1997 року.
Тіссеранів параметр щодо Юпітера — 3,286.
Названо на честь Шаньдунського університету (кит.: 山東大学), одного з найстаріших в Китаї.